# Hieronim Dastych
Hieronim Dastych (Hieronymus Dastych) – polsko-niemiecki zoolog, specjalizujący się w niesporczakach. W latach 70. starszy asystent na Uniwersytecie im. Adama Mickiewicza w Poznaniu. Od początku lat 90. związany z Instytutem Zoologicznym i Muzeum Zoologicznym (Zoologisches Institut und Zoologisches Museum) Uniwersytetu w Hamburgu, zajmuje się systematyką, ekologią i rozpowszechnieniem naziemnych niesporczaków.
Na jego cześć nazwano gatunki niesporczaków Isohypsibius dastychi Pilato, Bertolani & Binda, 1982 i  Diphascon (Diphascon) dastychi Pilato & Binda, 1999.

## Wybrane prace
- Materiały do znajomości niesporczaków (Tardigrada) Tatrzańskiego Parku Narodowego. Polska Akademia Nauk, Instytut Zoologiczny, 1970
- An annotated list of Tardigrada from Mts. Elburs, Iran. Fragmenta Faunistica 18 (4), 1972
- North Korean Tardigrada. Acta Zoologica Cracoviensia 19 (7), 1974
- Niesporczaki (Tardigrada) Tatrzańskiego Parku Narodowego. Państ. Wydaw. Naukowe, 1980 ISBN 83-01-01239-0
- The Tardigrada of Poland. Państwowe Wydawnictwo Naukowe, 1988 ISBN 83-01-08149-X
- Mopsechiniscus tasmanicus sp. n., a new semiterrestrial tardigrade. Entomologische Mitteilungen aus dem Zoologischen Museum Hamburg 146 (1992)
- Dastych H, McInnes J. Hexapodibius boothi sp. n., a new species of semi-terrestrial tardigrade from the Maritime Antarctic. Entomol. Mitt. Zool. Mus. Hamb. 11, ss. 111-117 (1994)
- Dastych H, McInnes J. A new species of the genus Diphascon (Tardigrada) from the Marine Antarctic. Entomol. Mitt. Zool. Mus. Hamb. 12, ss. 35-41 (1996)
- Dastych H, Drummond AE. Notes on limnic water-bears (Tardigrada) from the Robertskollen nunataks, Dronning Maud Land, Antarctica. Entomol. Mitt. Zool. Mus. Hamb. 12, ss. 111-117 (1996)
- A new species of the genus Spatulaphorus Rack (Acari: Heterostigmata, Pygmephoridae) associated with scarab beetles in South Africa (1997)
- Dastych H, McInnes SJ, Claxton SK. Oreella mollis Murray, 1910 (Tardigrada): a redescription and revision of Oreella. Mitteilungen aus dem Hamburgischen Zoologischen Museum und Institut 95, ss. 89-113 (1998)
- Notes on the Revision of the Genus Mopsechiniscus (Tardigrada)[3]. (2001)
- Kiehl E, Dastych H, D'Haese J, Greven H. A cDNA library of the eutardigrade Hypsibius klebelsbergi Mihelčič, 1959 and analysis of the actin gene. Journal of Limnology 66(Suppl. 1), ss. 152-157 (2007)
- Kiehl E, Dastych H, D'Haese J, Greven H. The 18S rDNA sequences support polyphyly of the Hypsibiidae (Eutardigrada). Journal of Limnology 66 (Suppl. 1): 21-25 (2007)
- Pelzer B, Dastych H, Greven H The osmoregulatory/excretory organs of the glacierdwelling eutardigrade Hypsibius klebelsbergi MIHELČIČ, 1959 (Tardigrada). Mitt. hamb. zool. Mus. Inst. 104, ss. 61-72 (2007)